# Bannière de Xianghuang
La bannière de Xianghuang (镶黄旗 ; pinyin : Xiānghuáng Qí) est une subdivision administrative de la région autonome de Mongolie-Intérieure en Chine. Elle est placée sous la juridiction de la ligue de Xilin Gol.

## Démographie
La population de la bannière était de 28 576 habitants en 1999.